# Phlaeoba fumosa
Phlaeoba fumosa är en insektsart som först beskrevs av Jean Guillaume Audinet Serville 1838.  Phlaeoba fumosa ingår i släktet Phlaeoba och familjen gräshoppor. Inga underarter finns listade i Catalogue of Life.